# Matheus Shikongo
Matheus Kristof Shikongo (ur. 26 czerwca 1950 w Ondangwa w rejonie Oshana, zm. w maju 2021) – namibijski biznesmen i samorządowiec, w 1993 i w latach 2000–2009 burmistrz Windhuku.

## Życiorys
Ukończył szkołę średnią w Ongwediva ze specjalnością marketing i zarządzanie personelem. W latach 70. rozpoczął działalność w biznesie, był m.in. współwłaścicielem centrum handlowego ABC w Ondangwa. W latach 1985–1991 pracował w towarzystwie ubezpieczeniowym Metropolitan Life. Od 1987 należało do niego Midnight Express Entertainment Centre w Kataturze, któremu podegał windhukski Club Thriller. W pierwszych wolnych wyborach samorządowych w 1992 został wybrany na radnego Windhuku z listy SWAPO. Mandat utrzymał w głosowaniu z 1998 i 2004. W 1993 na krótko objął urząd burmistrza Windhuku, jako pierwszy czarnoskóry w historii miasta. Po raz kolejny wybrano go na tę funkcję w 2000 – urząd sprawował do 2009. 6 czerwca 2000 podpisał wraz z burmistrzem Berlina Diepgenem umowę o partnerstwie obu miast.
Był prezesem spółki rybackiej Tunacor oraz firm Kumwe Investment Holdings oraz Welwitschia Insurance Brokers. Zasiadał w zarządzie spółek Santam, Bank Windhoek, Metropolitan Life Namibia i Distillers Winers. Był też farmerem: należała do niego farma Juweel w rejonie Tsumeb. W latach 1998–2000 był przewodniczącym Namibijskiej Izby Przemysłowo-Handlowej (ang. Namibia Chamber of Commerce and Industry, NCCI).
Mieszkał na stałe w Windhuku. Zmarł na skutek COVID-19.